# Danisjmenden
Danisjmenden of Danishmenden was een historisch land in Anatolië dat ontstond na het uiteenvallen van het Seltsjoekenrijk in 1092.

## Geschiedenis
Danishmend, de stichter, was een Gazi (krijger) onder sultan Malik Sjah I (1072-1092), die banden had met Suleiman ibn Qutulmish, stichter van het Sultanaat van Rûm. Zijn zoon Gümüshtigin Gazi (1085-1104) speelde een rol in de Eerste Kruistocht toen hij tijdens de Slag bij Melitene in 1100, Bohemund I van Antiochië gevangennam.
Onder Danishmend II (1104-1134) werden de banden met het Sultanaat van Rûm verstevigd. In 1130 versloeg hij Bohemund II van Antiochië en liet hem onthoofden. In 1134 kreeg hij van kalief Al-Mustarshid de titel van emir of melik, vandaar zijn naam Emir Gazi.
Na de dood van Mehmed Gazi (1134-1142) splitste het land in twee met als hoofdsteden Sivas en Malatya. Dertig jaar later werd het land opgeslorpt door het Sultanaat van Rûm.